# لسيودات (الضليعة)
'

تعديل مصدري - تعديل

لسيودات هي إحدى قرى عزلة الضليعة بمديرية الضليعة التابعة لمحافظة حضرموت، بلغ تعداد سكانها 37 نسمة حسب تعداد اليمن لعام 2004.